# واتکوت
واتکوت (به انگلیسی: Whatcote) یک روستا و محله مدنی در بریتانیا است که در Stratford-on-Avon واقع شده‌است. واتکوت ۱۵۳ نفر جمعیت دارد.